# كتيبة الشرطة 316
كتيبة الشرطة 316 (Polizeibattalion 316) عبارة عن تشكيل لشرطة النظام (الشرطة النظامية) خلال العصر النازي. خلال عملية بارباروسا، كانت تابعة لقوات الأمن الخاصة ونشرت في المناطق التي تحتلها ألمانيا، وتحديدا المنطقة الخلفية لمجموعة الجيوش الوسطى، في الاتحاد السوفيتي، كجزء من فوج الشرطة - الوسط. إلى جانب فصائل من أينزاتسغروبن ولواء الفرسان إس إس، ارتكبت جرائم قتل جماعي في المحرقة وكانت مسؤولة عن جرائم واسعة النطاق ضد الإنسانية استهدفت السكان المدنيين تحت ستار الحرب "المناهضة للبارتزيان". في منتصف عام 1942، تم إعادة تكليف الكتيبة إلى فوج الشرطة الرابع وتم تشغيلها في سلوفينيا.

## الخلفية والتكوين
كانت شرطة النظام الألمانية (الشرطة النظامية) أداة رئيسية لجهاز الأمن في ألمانيا النازية. خلال فترة ما قبل الحرب، تعاون كل من قائد قوات الأمن الخاصة هينريش هيملر وكورت داليج، قائد شرطة النظام، في تحويل قوة شرطة جمهورية فايمار إلى تشكيلات عسكرية جاهزة لخدمة أهداف النظام المتمثلة في الفتح والإبادة العرقية. تشكلت قوات الشرطة أولاً في تشكيلات بحجم الكتيبة لغزو بولندا، حيث تم نشرها لأغراض أمنية وشرطية، وكذلك المشاركة في عمليات الإعدام والترحيل الجماعي. 
تم تعيين 23 كتيبة من شرطة النظام للمشاركة في غزو الاتحاد السوفيتي عام 1941، عملية بارباروسا. تم ربط تسعة فرق أمنية للفيرماخت، ثلاثة لكل منطقة من مناطق مجموعة الجيوش الخلفية. تم تعيين كتيبتين لدعم أينزاتسغروبن، وفرق الموت المتنقلة التابعة لقوات الأمن الخاصة ومنظمة تودت، مجموعة البناء العسكرية.  كانت أهداف كتائب الشرطة هي تأمين المؤخرة من خلال القضاء على فلول قوات العدو، وحراسة أسرى الحرب، وحماية خطوط الاتصالات والمرافق الصناعية التي تم الاستيلاء عليها. كما تضمنت تعليماتهم، كما ذكر دالوج، «مكافحة العناصر الإجرامية، وقبل كل شيء العناصر السياسية». 
جنبا إلى جنب مع كتيبة الشرطة 307 و322، تم تعيين كتيبة الشرطة 316 إلى فوج الشرطة المركزي. تتألف الكتيبة التي تضم حوالي 550 رجلاً من مجندين تم تعبئتهم من مجموعات عام 1905-1915. كان يقودهم مهنيون في الشرطة، غارقون في الأيديولوجية النازية ومدفوعون بمعاداة السامية ومعاداة البلشفية.  تم وضع الفوج تحت قيادة Max Montua [max montua]. عندما عبرت الحدود الألمانية السوفيتية، أصبح الفوج تحت سيطرة إريك فون ديم باك-زيليفسكي، القائد الأعلى لقوات الأمن والشرطة (HSS-PF) لمجموعة الجيوش الوسطى. 

## التاريخ التشغيلي
قام هيملر بزيارة شخصية لمقر فوج الشرطة المركزي في بيلوستوك في 8 يوليو حيث تحدث إلى مونتوا وباخ زالوفسكي وضباط الفوج. في 10 يوليو، زار دالوج الوحدة وألقى خطابًا أمام أعضاء الفوج الذي تم تشكيلهم في موكب، وتمجدهم «لإبادة» البلشفية كـ«نعمة لألمانيا».  في 11 يوليو، أصدر مونتوا أمرًا سريًا من باخ زالوفسكي إلى قادة الكتيبة مفاده أن اليهود، الذين «أدينوا بالنهب»، سيُطلق عليهم الرصاص؛ تم تنفيذ الإعدام في نفس اليوم.  في هذا الوقت تقريبًا، قامت كتيبتا الشرطة 316 و322 بجمع حوالي 3000 رجل يهودي من بيلوستوك وأطلقوا النار عليهم في غابة قريبة. 
في 17 يوليو، قتل الفوج أكثر من 1100 يهودي في سلونيم، حيث قام باخ - زالوفسكي بإبلاغ هيملر في 18 يوليو: «قمنا بعمل تطهير في الأمس في سلونيم من قبل فوج الشرطة المركزي. تم إطلاق النار على 1,153 يهودي».  بحلول 20 يوليو، أشارت تقارير الوحدة إلى إعدام النساء والأطفال اليهود. 

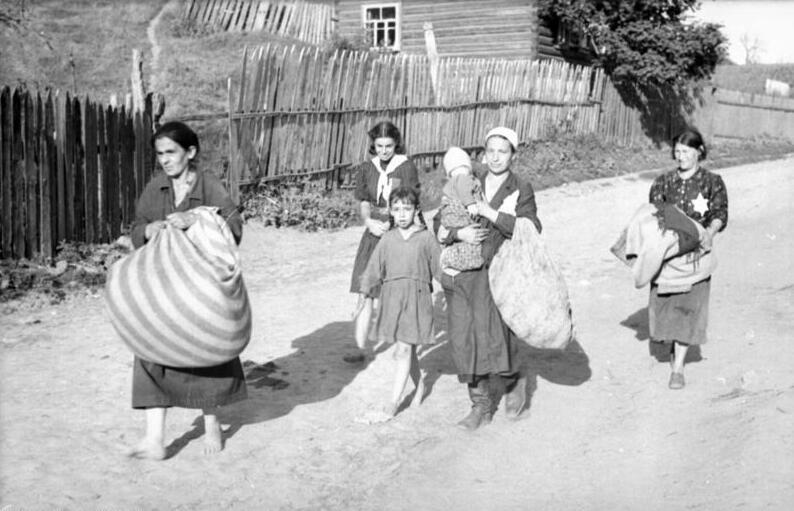
صورة دعاية فيرماخت للنساء اليهوديات في موغيليف، يوليو 1941. قُتل ستة آلاف يهودي في موغيليف على أيدي قوات الأمن الخاصة وكتيبة الشرطة 316 و322 في أكتوبر 1941.

في 2 أكتوبر 1941، قامت كتيبتان الشرطة 316 و322 بجمع 2200 يهودي في حي موغيليف اليهودي. قُتل 65 شخصًا خلال الجولة، وأُعدم 550 آخرون في اليوم التالي.  عملية قتل أخرى في وقت لاحق من ذلك الشهر، قامت بها Einsatzkommando 8 وكتيبتا شرطة، رفعت العدد الإجمالي للضحايا في موغيليف إلى حوالي 6000. 